# Muscolo splenio della testa
Lo splenio della testa, o splenio del capo (musculus splenius capitis), è un muscolo facente parte dei muscoli superficiali delle docce vertebrali.

## Etimologia
Il nome del muscolo (musculus splenius capitis) deriva dal termine greco splenion, che significa "fascia", e dal termine latino caput, che significa "testa".

## Origine, inserzioni ed innervazione
Lo splenio della testa trae origine dai 2/3 inferiori del legamento nucale e dai processi spinosi della settima vertebra cervicale e delle prime due vertebre toraciche.
I suoi fasci muscolari sono diretti superiormente e lateralmente, e si inseriscono sulla superficie ruvida del processo mastoideo del temporale e sui 2/3 laterali della linea nucale superiore dell'occipitale. Esso ricopre il muscolo semispinale ed il muscolo lunghissimo della testa; è ricoperto invece dal muscolo sternocleidomastoideo, dai romboidi, dal trapezio, dal dentato posteriore superiore.
Il muscolo è innervato dai rami posteriori dei nervi cervicali (C3 e C4).

## Funzione
La sua funzione è di estendere, inclinare lateralmente e ruotare dal proprio lato il cranio.

## Galleria d'immagini

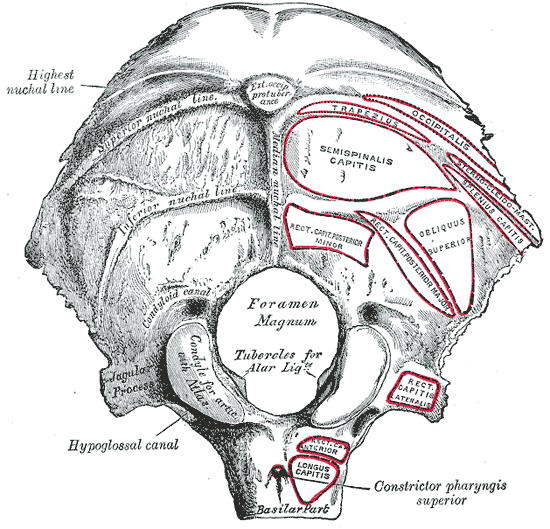
Osso occipitale. Superficie esterna.
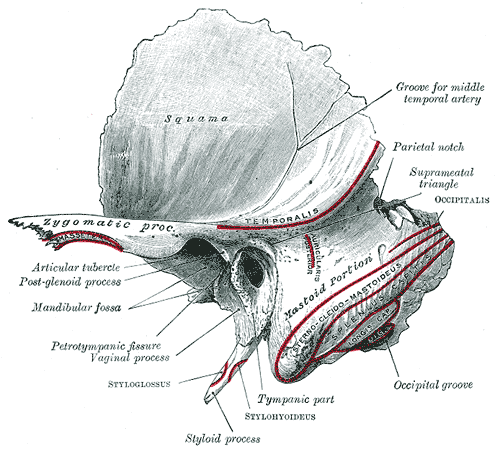
Osso temporale sinistro. Superficie esterna.
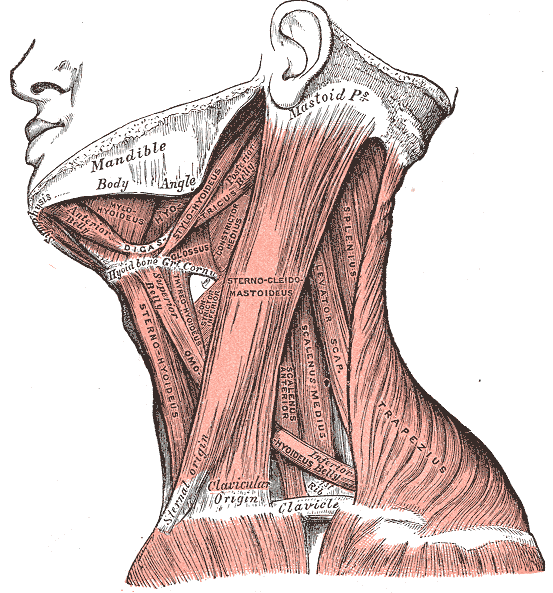
Muscoli del collo. Vista laterale.